# Jorge Villazán
Jorge Villazán (Durazno, 5 ottobre 1962) è un ex calciatore uruguaiano, di ruolo attaccante.

## Carriera

### Club
Ha giocato nella massima serie dei campionati uruguaiano e argentino.

### Nazionale
Con la nazionale uruguaiana ha preso parte alla Copa América 1983, vincendola.

## Palmarès

### Club

#### Competizioni nazionali
- Campionato uruguaiano: 2

Nacional: 1980, 1983
- Liguilla Pre-Libertadores de América: 1

Nacional: 1982

#### Competizioni internazionali
- Coppa Libertadores: 1

Nacional: 1980
- Coppa Intercontinentale: 1

Nacional: 1980